# Americhernes ellipticus
Americhernes ellipticus es una especie de arácnido  del orden Pseudoscorpionida de la familia Chernetidae.

## Distribución geográfica
Se encuentra en México y Colorado.